# The Stooges
The Stooges, oprindeligt navngivet Psychedelic Stooges, og kendt som Iggy and the Stooges, var et amerikansk rockband, der blev dannet i Ann Arbor, Michigan, i 1967 af sangeren Iggy Pop, guitarist Ron Asheton, trommeslager Scott Asheton og bassist Dave Alexander. Oprindeligt spillede gruppen en rå primitiv form for rock and roll, og de solgte kun få albums i deres oprindelige inkarnation og fik et ry for konfrontatoriske optrædener, der ofte involverede selvskade af Iggy Pop.
Efter at have udgivet to album, The Stooges (1969) og Fun House (1970), gik gruppen kortvarigt i opløsning, men blev gendannet med en ny sammensætning (med Ron Asheton der erstattede Dave Alexander på bas og James Williamson overtog guitar) for at udgive deres tredje album, Raw Power (1973), før de igen gik i opløsning i 1974. Bandet blev gendannet i 2003 med Ron Asheton der gik tilbage til guitar og Mike Watt på bas, og og tilføjelsen af saxofonisten Steve Mackay, der kortvarigt havde spillet med i 1973–1974 lineuppet. Ron Asheton døde i 2009 og blev erstattet af James Williamson, og bandet fortsatte med at spille koncerter indtil 2013, hvor de udgav deres sidste album, Ready to Die. The Stooges annoncerede formelt deres brud i 2016 grundet Scott Ashetons og Steve Mackays død.
The Stooges bliver bredt betragtet som et banebrydende proto-punkband. Bandet blev indskrevet i Rock and Roll Hall of Fame i 2010. I 2004 rangerede Rolling Stone dem som nummer 78 på deres liste over 100 største kunstnere nogensinde. I 2007 modtog de en Mojo Lifetime Achievement Award ved Mojo Awards.

## Studiealbum
- 1969: The Stooges
- 1970: Fun House
- 1973: Raw Power
- 2007: The Wierdness
- 2013: Ready To Die

## Eksterne links
- Wikimedia Commons har flere filer relateret til The Stooges
- The Stooges på Allmusic
- The Stooges på Allmusic
- The Stooges på Discogs
- The Stooges på MusicBrainz
- The Stooges på MusicBrainz
- The Stooges på Last.fm
- The Stooges på Myspace
- The Stooges på SoundCloud